# Veritas (швейні машини)
Veritas — німецький бренд швацьких машин.

## Історія
Витоки бренду Veritas сягають 1855 року, коли в Дрездені механік Август Клеменс Мюллер створив найстарішу німецьку швейну машину. До 1875 року Мюллер виробив 100 000 швейних машин на своїх заводах. Через п'ять років їх кількість перевищила 200 тисяч штук. 1 жовтня 1894 року він зареєстрував назву Veritas для своєї нової моделі машини в Імперському патентному відомстві. Слово Veritas було взято Мюллером з латини і буквально означає Істина. Таким чином виробник хотів запевнити клієнта в надійності та високій якості машин, які він випускає. Ім'я Veritas використовувалося нащадками Августа Клеменса Мюллера для швейних машин, які вони виробляли.
Після Другої світової війни сімейна фабрика Мюллерів у Дрездені була націоналізована і відтоді називалася VEB Mechanik.
2 жовтня 1955 року виробництво машин Veritas було переведено із заводу VEB Mechanik у Дрездені на завод VEB Nähmaschinenwerk у Віттенберзі, поблизу Шверіна. Також місцевій фабриці були передані права на торгову марку Veritas.
Завод у Віттенберзі був заснований в 1903 році і належав концерну з виробництва машин Singer. У цьому місті вироблялися знамениті швейні машини компанії, і майже все минуле століття Віттенберг називали «містом швейних машин» у Європі. З 15 червня 1945 року до 1946 року завод у Віттенберзі був розібраний як репарація, а після націоналізації був перейменований на ливарно-машинобудівну фабрику Віттенберге.
У 70-х і 80-х роках річне виробництво заводу у Віттенберзі досягло 400 000 машин. У 70-х роках бренд Veritas вже був широко відомий. Більшість моделей 60-80-х років була розроблена для використання як з педальним приводом, так і з електродвигуном. Таким чином, один і той самий тип машини продавався як у настільній версії корпусу, так і у версії з шафою.

## Сучасність
У 2002 році компанія Veritas була придбана Crown Technics, дочірньою компанією швейцарського концерну Bernina Holding AG. Машини Veritas ідеально підходять в епоху масового розвитку таких хобі, як печворк і квілтинг.